# Melchor Liñán y Cisneros

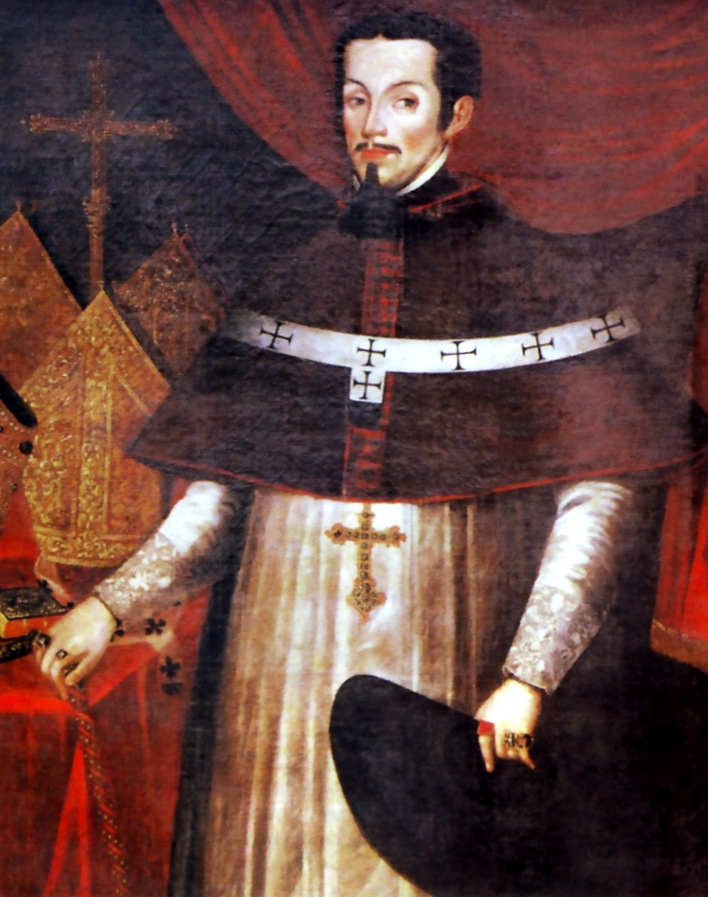
Melchor Liñán y Cisneros

Melchor Liñán y Cisneros, chamado às vezes de Melchor de Liñán y Cisneros (Torrelaguna, Madrid, Espanha, 19 de dezembro de 1629 - Lima, Peru, 28 de junho de 1708) foi um religioso e político espanhol. Foi Vice-rei do Peru de 7 de julho de 1678 até 20 de novembro de 1681.

## Biografia
Estudou teologia na Universidade de Alcalá em Alcalá de Henares, onde obteve seu doutorado. Mais tarde tornou-se capelão em Buitrago. Foi também calificador (censor) do Santo Ofício da Inquisição. Chegou na América em 1664, como bispo de Santa Marta. Em 1666 tornou-se bispo de Popoyán, e então arcebispo de Charcas em 1667.
Ele foi enviado como visitador (inspector) para o Novo Reino de Granada, atual Colômbia, em 1671, devido à inatividade de Diego de Villalba y Toledo, presidente da Real Audiência local. Ele substituiu Villabla nessa posição em 2 de junho de 1671. Ao mesmo tempo, serviu como governador interino e capitão-general do Novo Reino de Granada.
Ele era arcebispo de Lima, em 1678, quando foi nomeado vice-rei do Peru. Como vice-rei, melhorou as fortificações do porto de Callao para se defender contra os ataques de flibusteiros neerlandeses. Suprimiu as rebeliões do clero, que se opuseram à nomeação de prelados da Espanha, especialmente os franciscanos e dominicanos de Cusco e Quito.
Com a morte do astrônomo peruano Francisco Ruiz Lozano, o vice-rei Liñán y Cisneros (com a aprovação da Coroa) deu uma posição permanente à matemática na Universidade de São Marcos. A matemática foi associada à cadeira de cosmografia. Foi Juan Ramón Koening, um belga, que assumiu a presidência.
Como recompensa por seus serviços, a Coroa espanhola concedeu à Liñán y Cisneros o título de Conde de la Puebla de los Valles. Ele também escreveu a ópera Ofensa y defensa de la libertad eclesiástica (Ataque e defesa da liberdade eclesiástica). Morreu em Lima, em 1708.